# Voice-over
El término voice-over (también conocido como voz superpuesta o sobrevoz) se refiere a una técnica de producción donde una voz que no es del enunciatario es difundida en vivo en radio, televisión, cine, teatro o presentación. El voice-over puede ser hablado por alguien que aparece en pantalla en otros segmentos o puede ser interpretado por un actor de voz especialista. Es también referido como off-camera commentary (comentario fuera de cámara). Aunque en la actualidad, sobre todo en Latinoamérica, se le llama y conoce como voice-over a aquellos locutores que por su excelente voz y profesionalismo han alcanzado un nivel muy elevado en la grabación de comerciales para radio y televisión, (solo voz) [cita requerida], esto es conocido en el mundo anglosajón como Voice Talent.

## Aspectos del voice-over
Su uso se impuso como tipo de género audiovisual al doblaje para dar más credibilidad al documental, pues es posible escuchar la voz natural y segundos después la traducción superpuesta, como si se hubiera hecho una interpretación (traducción oral).
Un aspecto técnico importante es el TCR (time code record) el cual aparece en el guion (al igual que en pantalla) para mostrar los minutos, segundos, centésimas de segundo y fotogramas (frames o cuadros). Si no hay guion, se tiene que sacar de la pantalla, realizar la transcripción y seguidamente la traducción del texto. Si existe el guion, se debe pasar a la cinta a la vez que se lee el argumento, el cual supone un considerable esfuerzo y tiempo en contra. 
En la traducción del argumento de los documentales puede haber pequeñas variantes (en el peor de los casos, pérdida de un párrafo completo) en el guion o lista de diálogos de un documental.
Lo anterior es a causa de que el guion no contemplaba modificaciones pertinentes en tales casos. Por consecuencia, se necesitan observar las modificaciones y contrastarlas con lo que dice el narrador en pantalla.
Una vez que se tiene traducido el guion, se delimitan los segmentos. El apuntador avisa al locutor para que inicie su locución fijándose en el TCR. Consecuentemente, se comprueba el resultado leyendo la traducción realizada con el visionado, para asegurar el ajuste de tiempo (siempre se comienza unos 2 segundos después del original y terminamos otros 2 segundos más tarde, teniendo en cuenta que lo normal son unas 250 palabras por minuto y aun así es rápido).

### Uso en países
En el Reino Unido se tiende a hacer un voice-over con el acento de la persona que habla en pantalla.
Polonia sigue un caso especial porque para la gente nativa, oír en versión doblada una película o cualquier producto audiovisual procedente de otro país resulta tan extraño y poco creíble como para nosotros ver una película sin conseguir esa sincronía y ajustes perfectos que caracterizan al doblaje. Por ende, los estudios de doblaje adoptan los voice-over con un solo intérprete que da voz a todos los personajes de una producción con una voz monótona.
En Rusia, durante los últimos años del siglo XX (en los primeros años de la era de Leonid Brézhnev, cuando estaba prohibida la distribución de películas de otros países), muchos traductores se hicieron famosos haciendo doblaje mediante interpretación simultánea en las salas de cine. Los personajes más conocidos fueron Andrey Gavrilov (véase traducción Gavrilov), Aleksey Mikhalyov y Leonid Volodarskiy.

## Tipos y usos de voice-over

### Como un dispositivo de personaje
Los directores pueden agregar voice-over tardíamente dentro de la producción porque el argumento o la motivación del personaje no es inmediatamente clara; por ejemplo Francis Ford Coppola añadió voice-overs al personaje del capitán Willard en Apocalypse Now para clarificar los pensamientos y las intenciones de Willard [cita requerida] . En la versión de cine de 1956 de Moby Dick de Herman Melville, Richard Basehart, como Ishmael, narra la historia y algunas veces comenta en acción o en voice-over, al igual que William Holden en los filmes Sunset Boulevard y Traidor en el infierno. De igual forma, algunos de los productores ejecutivos decidieron que la versión estrenada de Blade Runner (1982) incluyera una narración de Harrison Ford para hacer más comprensible la trama y las motivaciones del personaje de Rick Deckard de cara a la audiencia.
La técnica de voice-over es además utilizada para dar voces y personalidades a los personajes animados. Los más significativos y versátiles de dichos actores incluyen a Mel Blanc, Don Messick y Daws Butler.

### Como dispositivo creativo
En un filme, el cineasta pone el sonido de una voz (o voces) humana sobre imágenes mostradas en pantalla que pueden o no ser relacionadas con las imágenes mostradas. Por lo tanto, los voice-overs se utilizan a veces para crear contrapuntos irónicos. También, a veces pueden ser voces al azar conectadas o no directamente con la gente vista en la pantalla. En los trabajos de ficción, el voice-over está a menudo de un personaje reflexionando detrás en su pasado, o por una persona externa a la historia que tiene generalmente un conocimiento más completo de los acontecimientos en la película a comparación de los otros personajes.
El género del cine negro se asocia especialmente con la técnica de voice-over [cita requerida] .

### Como dispositivo educativo o descriptivo
El voice-over tiene muchas aplicaciones también en la no-ficción. Las noticias de televisión son presentadas a menudo como una serie de videoclips de acontecimientos de interés periodístico, con voice-over por los reporteros, describiendo el significado de las escenas que son presentadas; estos se entremezclan con el video directo de los presentadores de noticias que describen las historias para las cuales el video no se muestra.
Las transmisiones en vivo de los deportes son vistas generalmente como voice-over extensos por los anunciadores expertos sobre el video del acontecimiento deportivo.
Los shows de concursos anteriormente hicieron uso extensivo de los voice-overs para introducir a los participantes y describir los premios disponibles o concedidos, pero esta técnica ha disminuido como los shows se han movido hacia una predominancia por los premios en efectivo [cita requerida] .  
History Channel  y Discovery Channel utilizan el voice-over para contar sus historias. En la cadena NBC el programa de televisión "Starting Over" premiado con un Emmy utiliza a Sylvia Villagran  como la narradora del programa.
El voice-over de un comentario de un crítico principal, historiador o por el mismo personal de producción es a menudo un rasgo prominente del estreno de películas o documentales en DVD.

### Como dispositivo comercial
El uso comercial del voice-over en publicidad ha sido popular desde el principio de la difusión de radio [cita requerida] . 
En los años tempranos, antes de la grabación eficaz de sonidos y de mezclarse, los anuncios fueron producidos "en vivo" e inmediatamente con el reparto entero, el equipo y, generalmente orquesta. Un patrocinador corporativo alquilaba a un productor que alquilaba a escritores y actores de voz para realizar la comedia o el drama.
La industria se amplió muy rápidamente con el advenimiento de la televisión en los años 1950 y la ya terminada era de los programas seriales altamente producidos de la radio. La capacidad de registrar el sonido de alta calidad sobre la cinta magnética también creó oportunidades, como lo tiene el hecho de la proliferación de ordenadores personales capaces de grabar, a menudo usando software barato (aún gratis) y un micrófono de calidad razonable [cita requerida] .

## Doblaje vs. voice-over
En el subtitulado, la norma consiste en ajustar el tiempo a la voz de la persona que habla, así como en el doblaje. En cambio, el voice-over de los documentales admite más trucos en cuanto al tiempo de habla del locutor. Se puede emplear más tiempo de la cuenta y no clavar las frases, como en el caso del doblaje. Otra de las ventajas consiste en que tampoco es necesario ajustar en boca, con lo cual es posible añadir más información (sin caer en la sobretraducción).

## Citas al respecto
«Besides, lots of programs come without scripts anyway, so subtitlers must rely on their own ears or do some intelligent guessing; thou sometimes a native speaker or an expert has to be summoned. As using such external ears is a costly and time-consuming matter, a subtitler worth his salt must have the aural competence of an interpreter.»
Traducción: Además, de todas formas muchos programas vienen sin guion, así que los subtituladores deben confiar en sus propios oídos o hacer alguna adivinación inteligente; a veces hay que convocar a un hablante nativo o a un experto. Como la utilización de tales oídos externos es una materia costosa y que lleva mucho tiempo, todo subtitulador que se precie debe tener la capacidad auditiva de un intérprete - Wayne Magnuson.